# Aspidosperma cylindrocarpon
Aspidosperma cylindrocarpon é uma árvore nativa do Brasil, não endêmica. Ela é utilizada para pasto apícola, também é utilizada como planta ornamental e sua madeira é utilizada na construção civil. Ela é popularmente conhecida como peroba-poca, peroba-iquira, peroba-de-lagoa-santa, peroba-de-minas ou peroba-rosa.

## Morfologia
A A. cylindrocarpon atinge altura média de doze metros. Possui tronco com espessura média de 55 centímetros de diâmetro. Possui folhas glabras, simples, com dimensões médias de nove por quatro centímetros de comprimento e largura respectivamente.

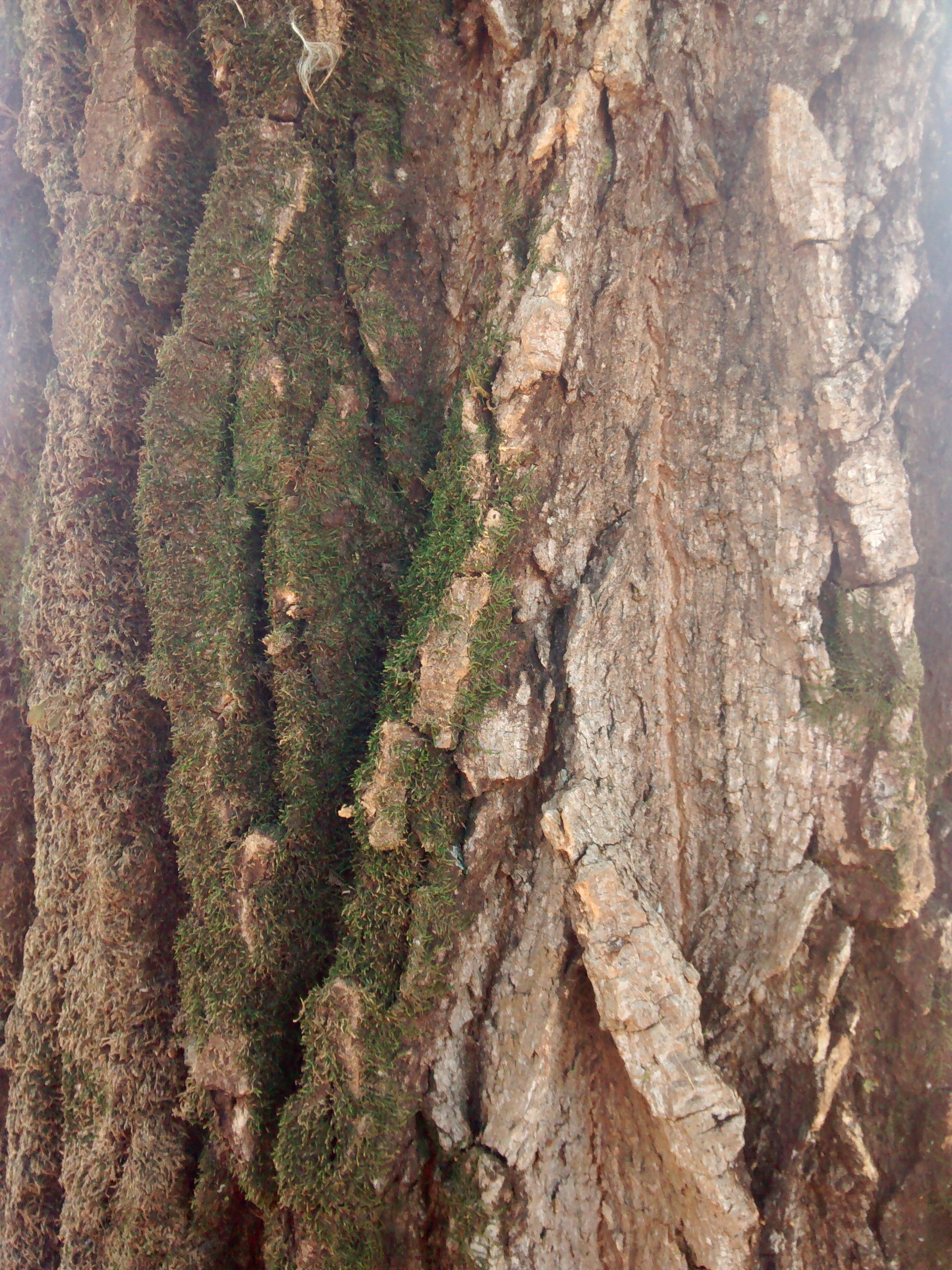
Tronco de A. cylindrocarpon
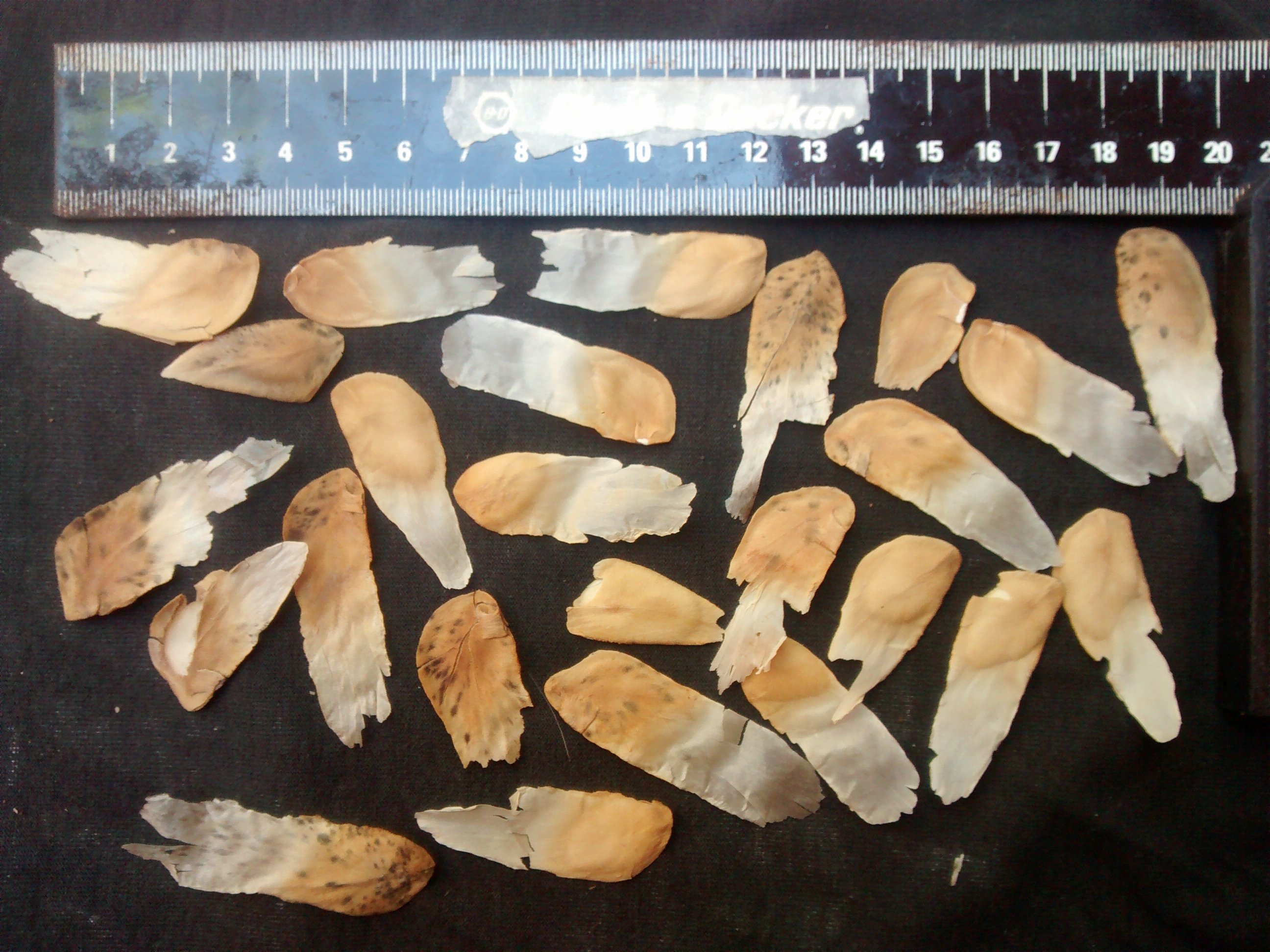
Sementes de A. cylindrocarpon.
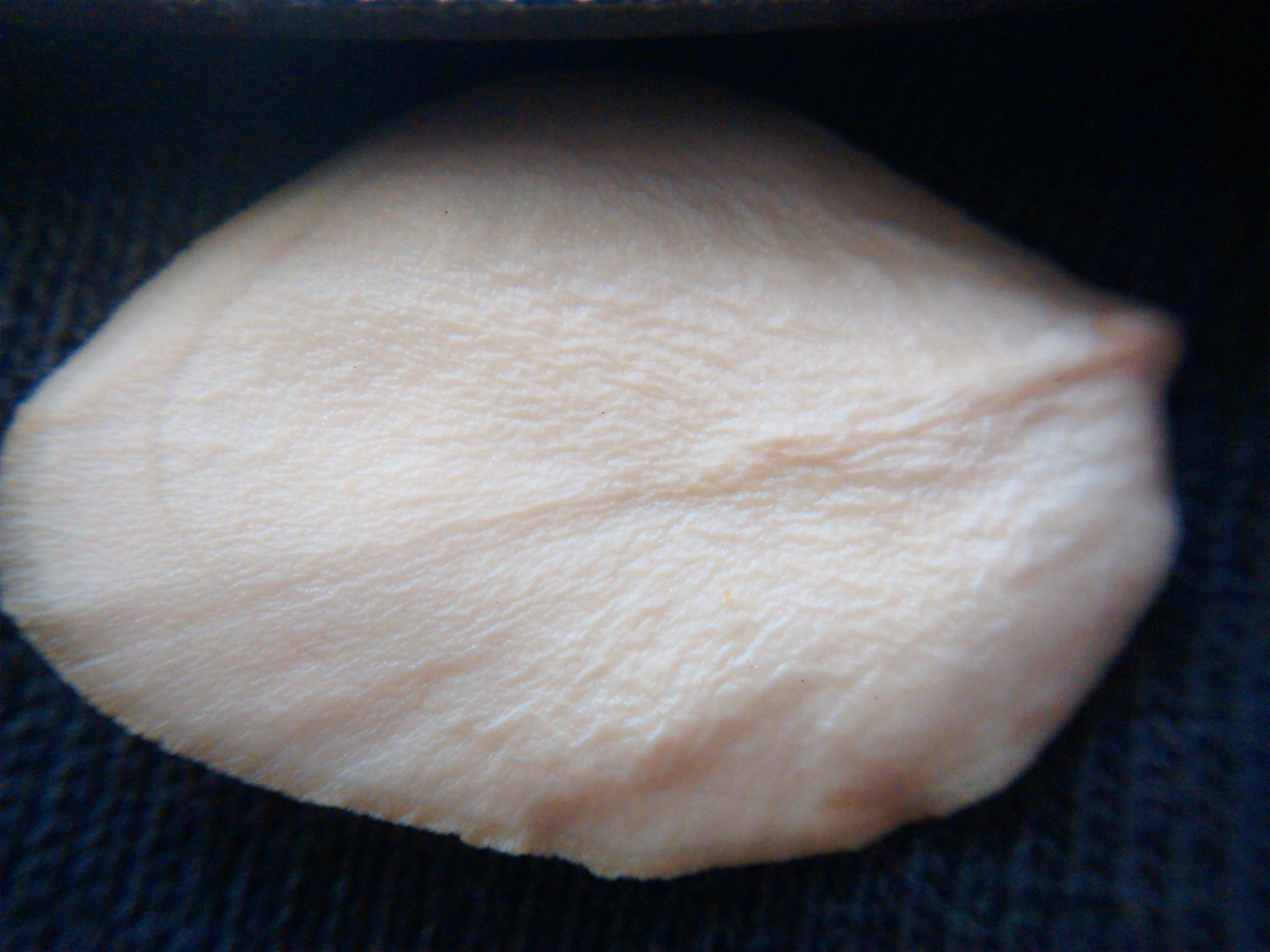
Semente descascada de A. cylindrocarpon, lado 1.
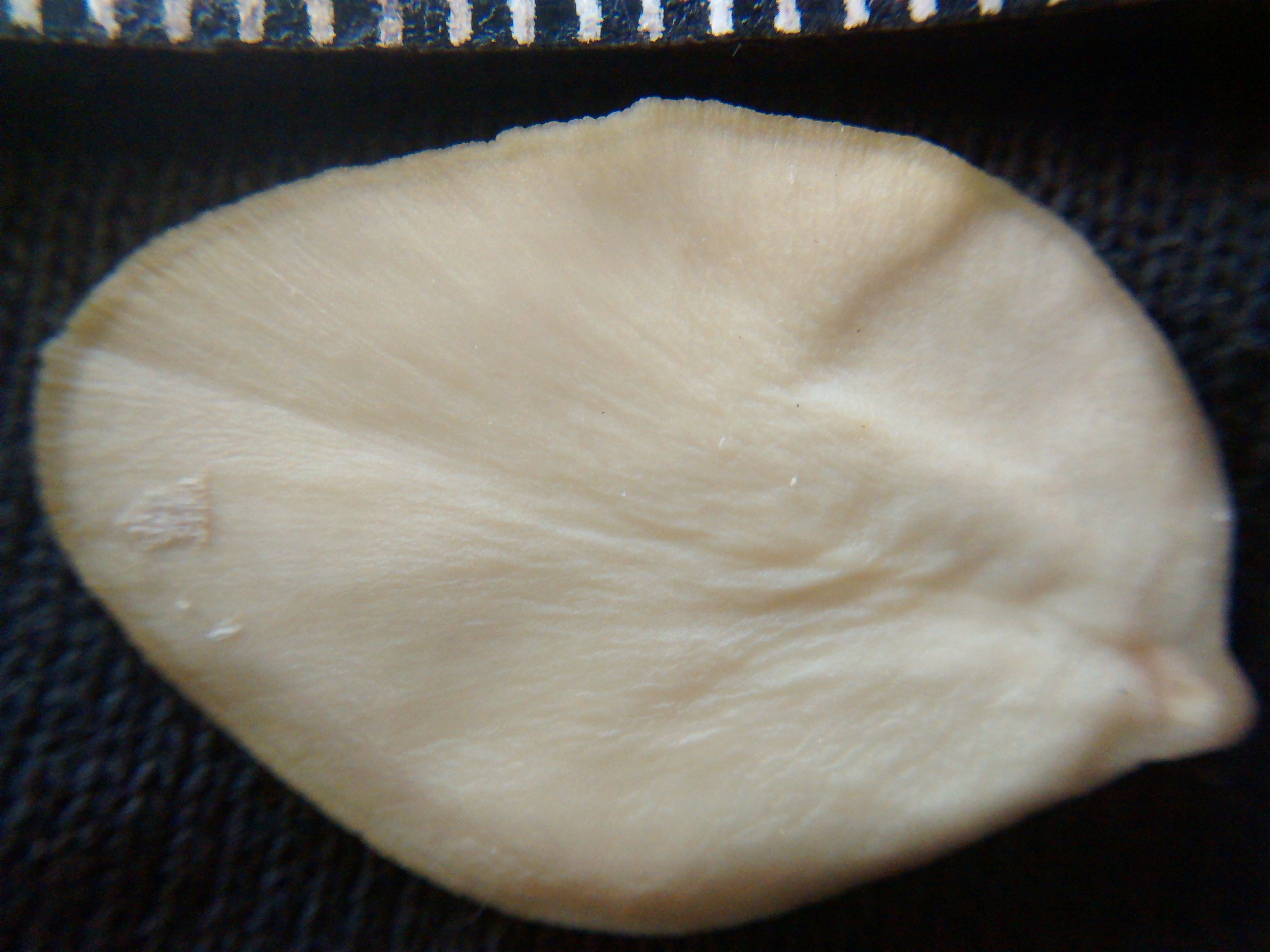
Semente descascada de A. cylindrocarpon, lado 2 e escala milimétrica.
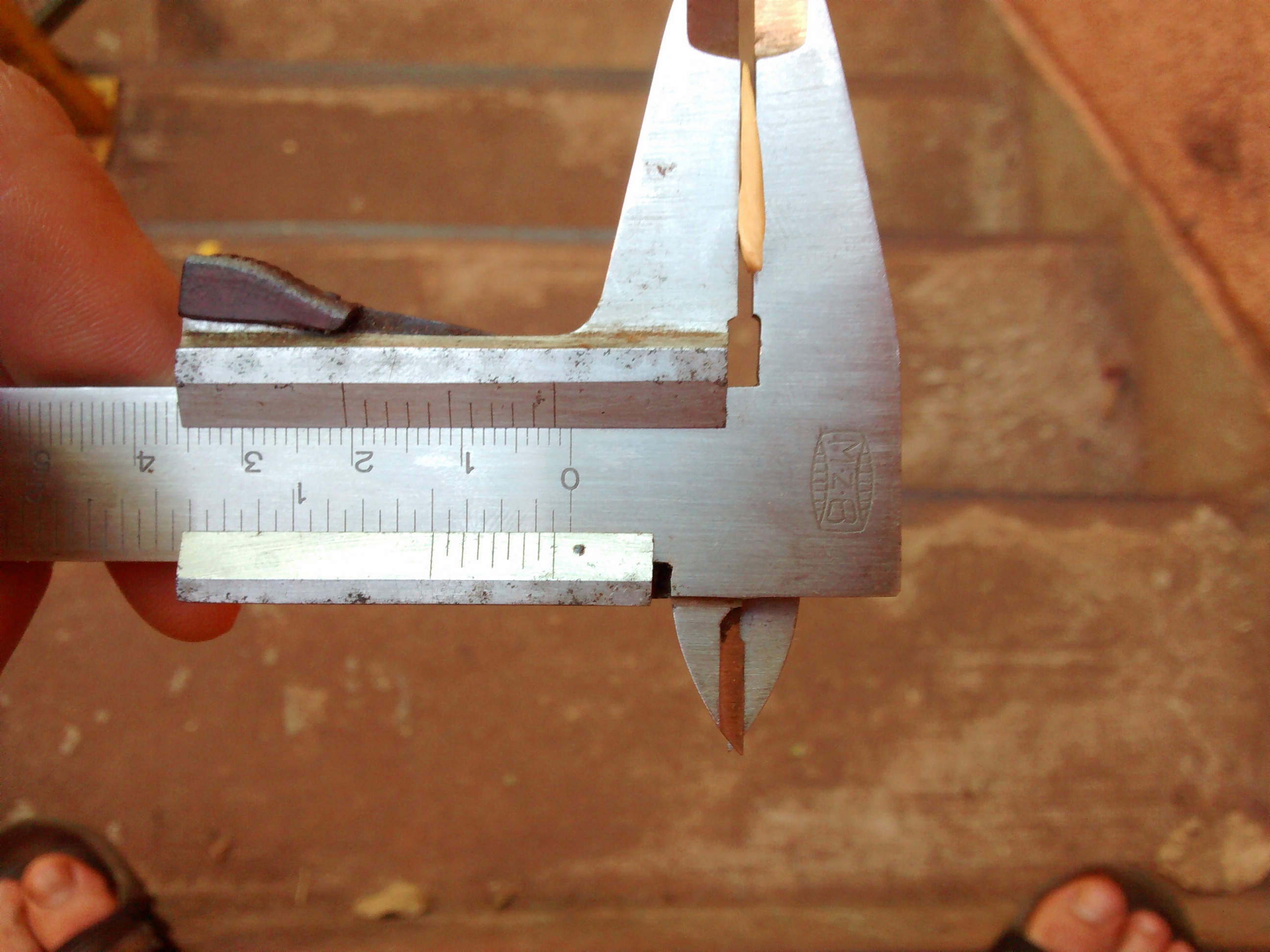
Espessura de semente de A. cylindrocarpon.
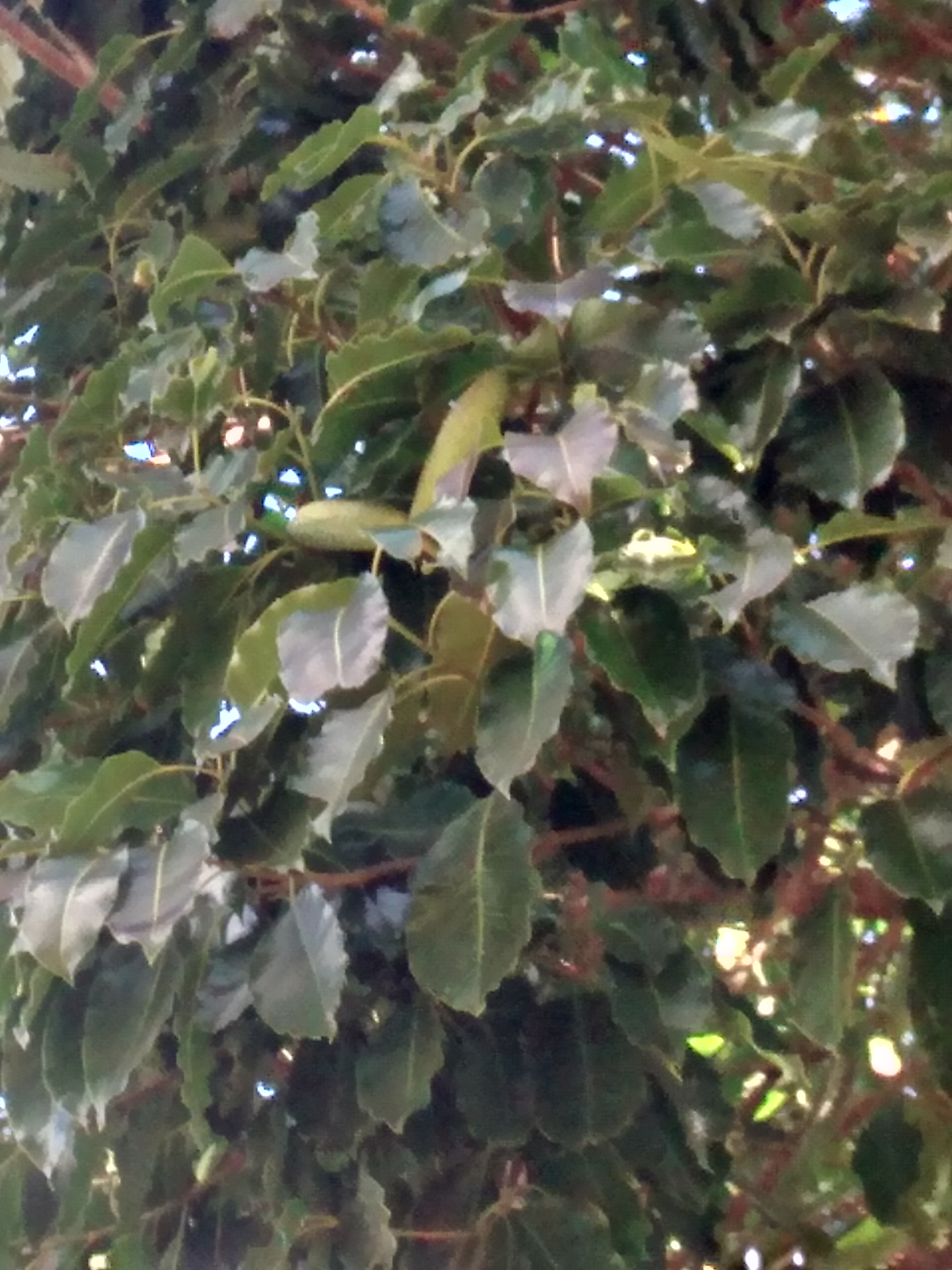
Dois frutos e folhas de A. cylindrocarpon.
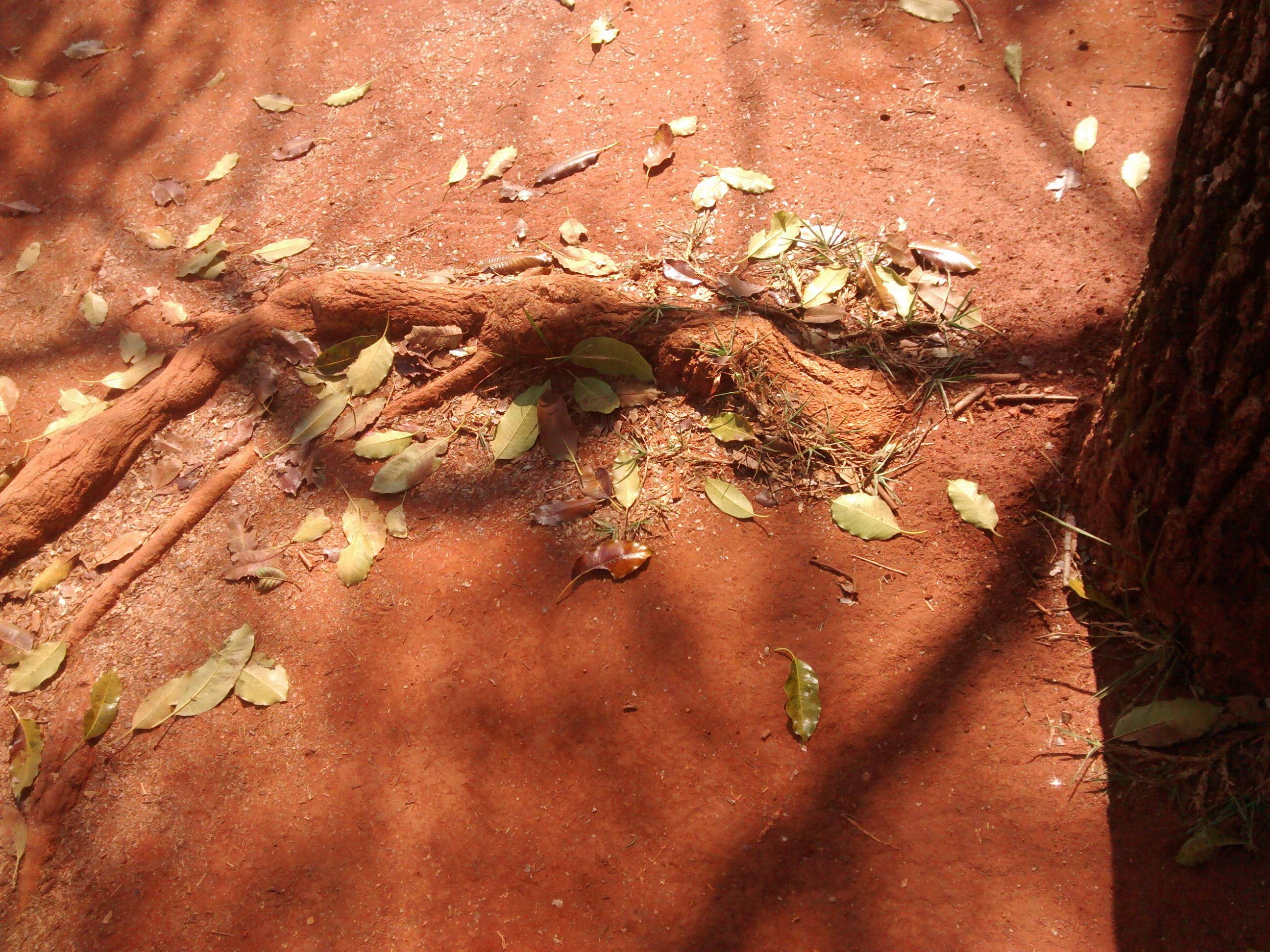
Raiz de A. cylindrocarpon
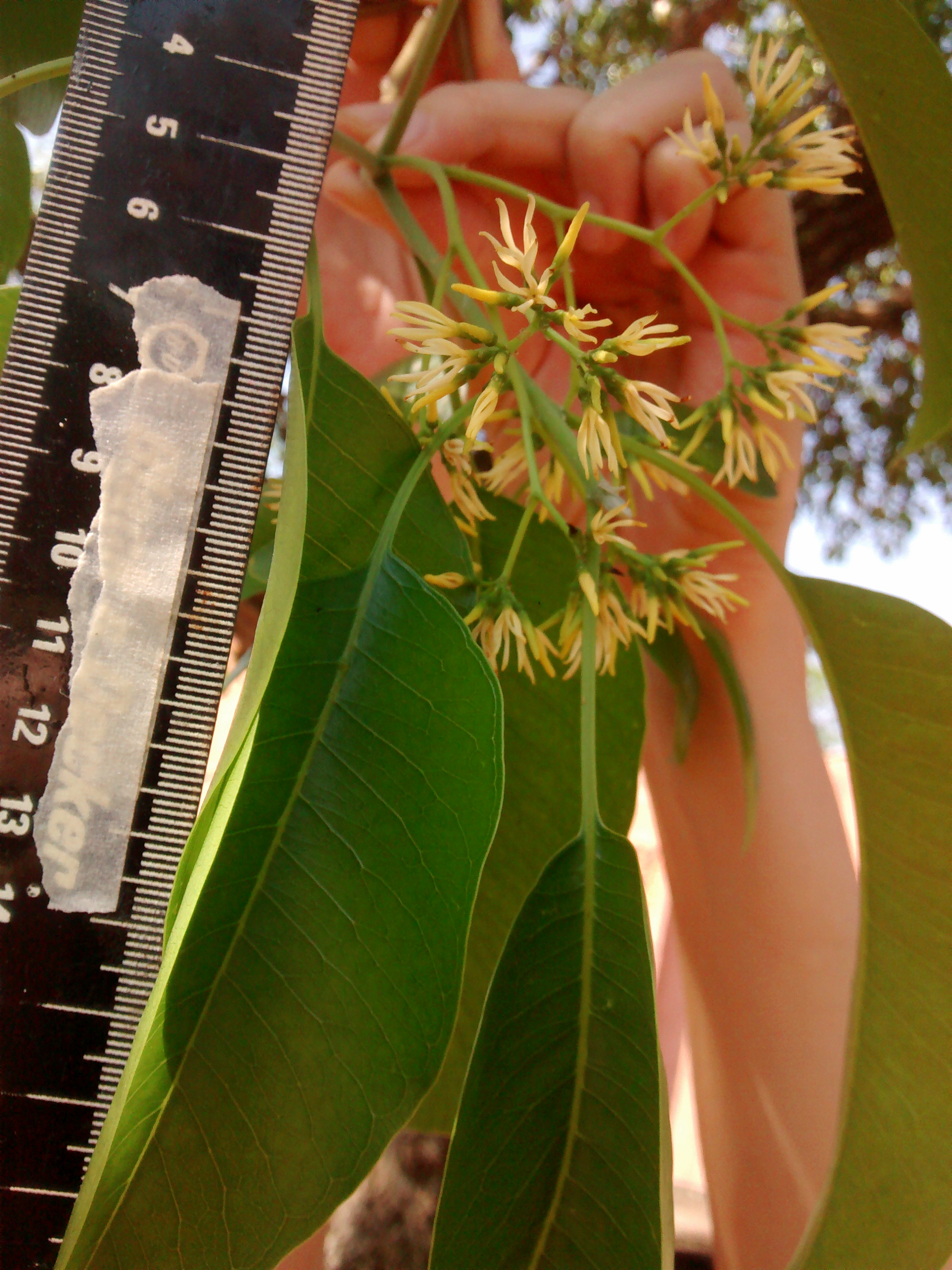
Flores de A. cylindrocarpon e escala.
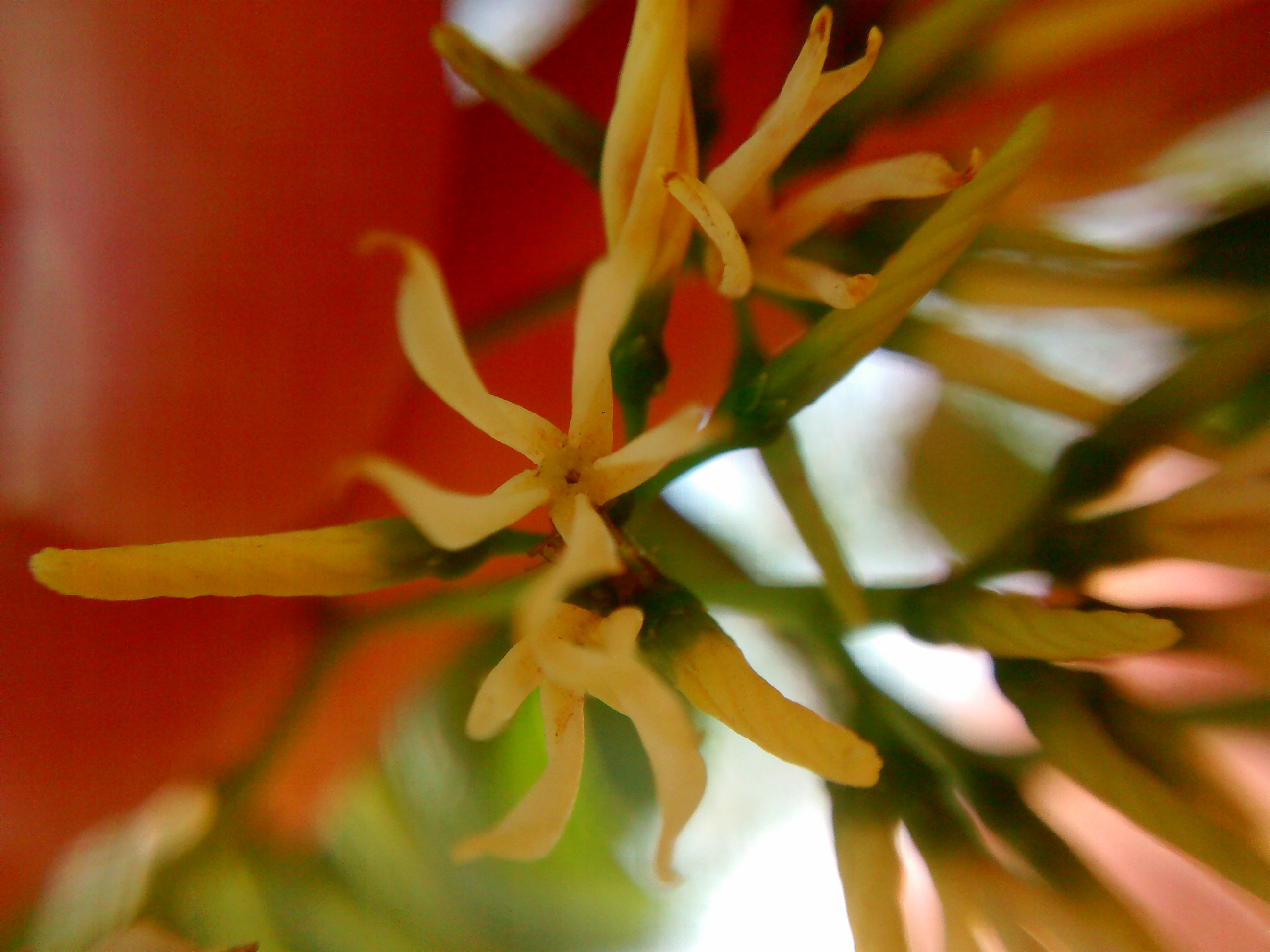
Flor de A. cylindrocarpon em macro.
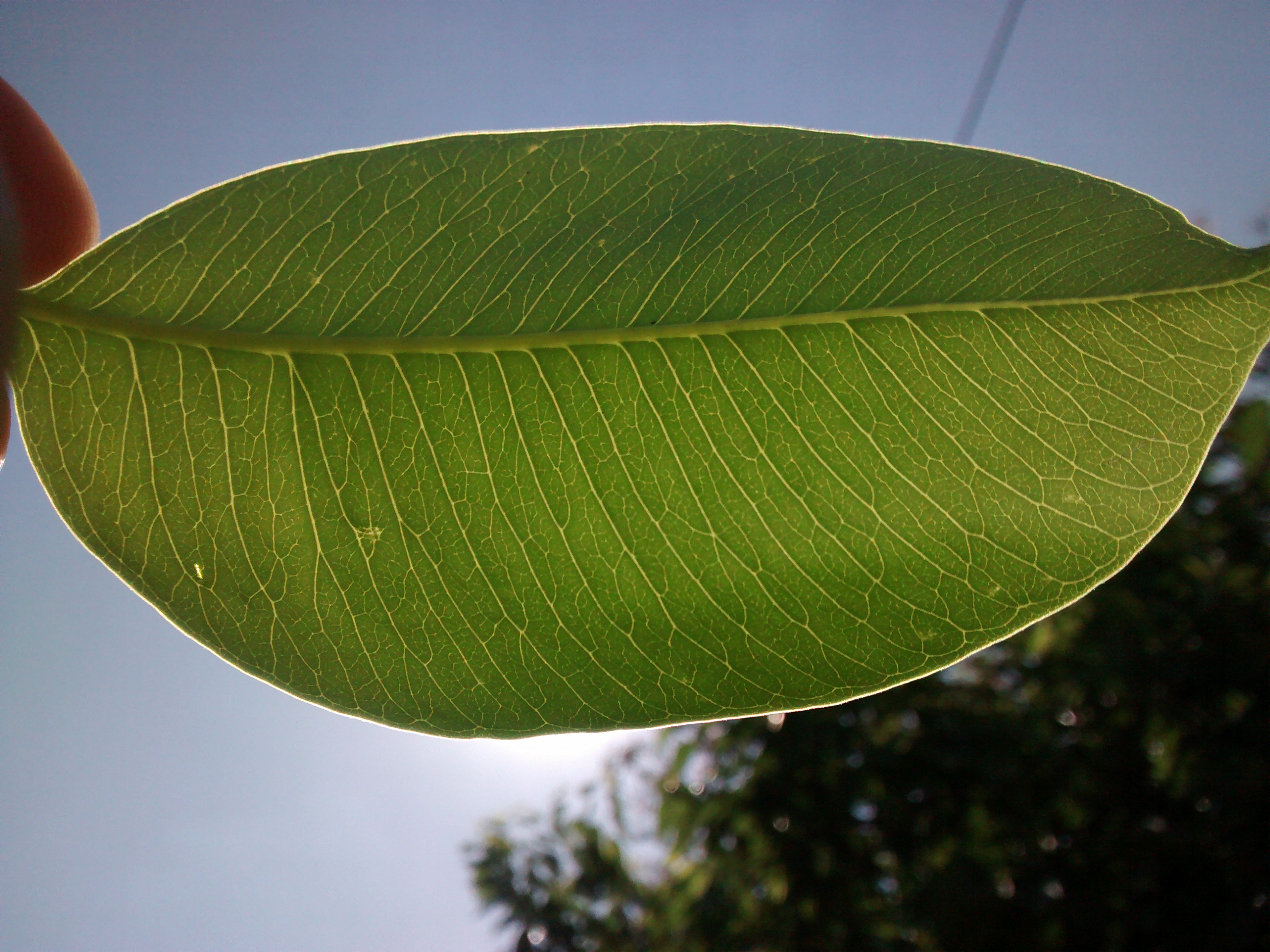
Folha de A. cylindrocarpon contra o Sol.
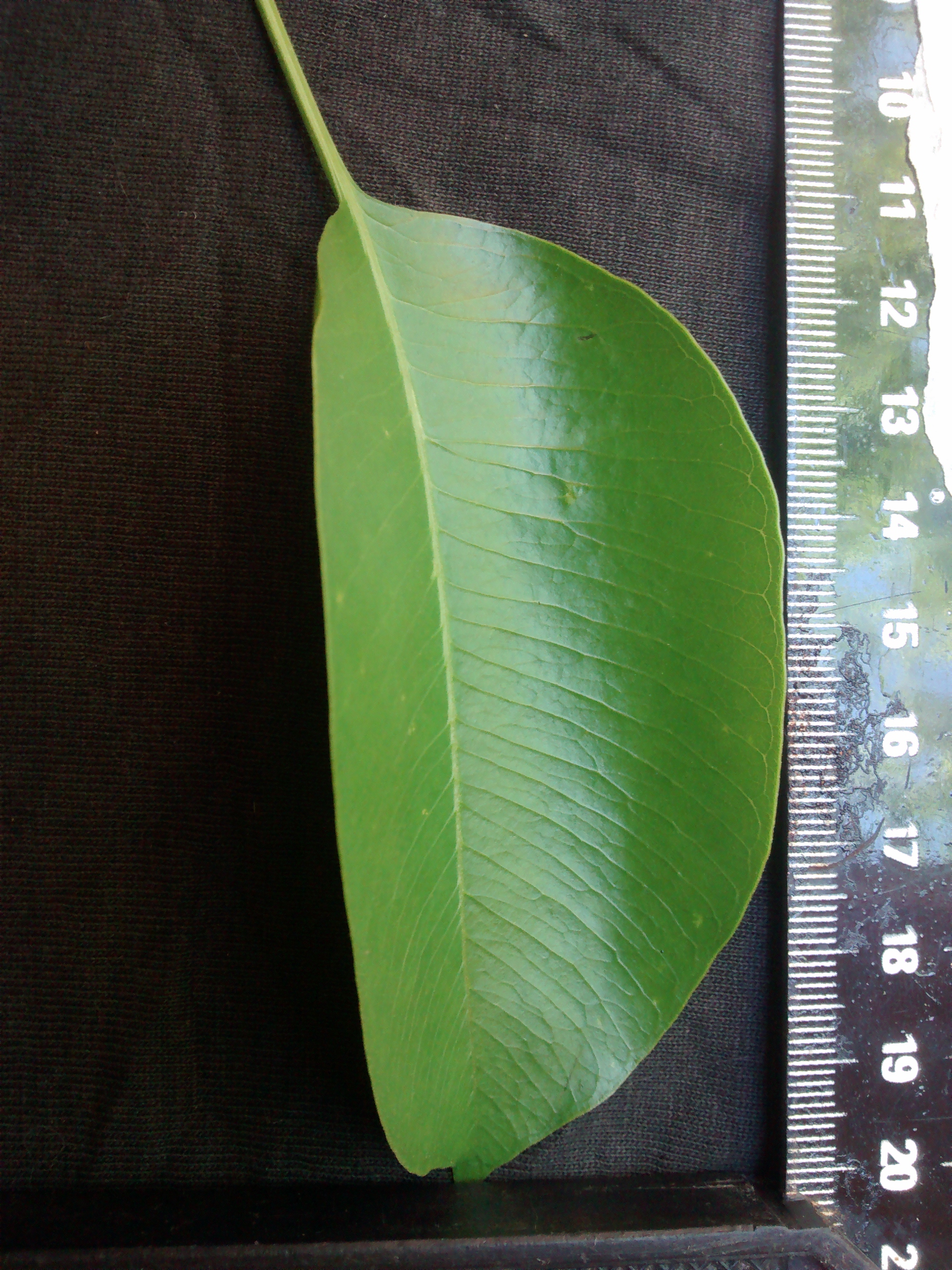
Face superior da folha de A. cylindrocarpon e escala.
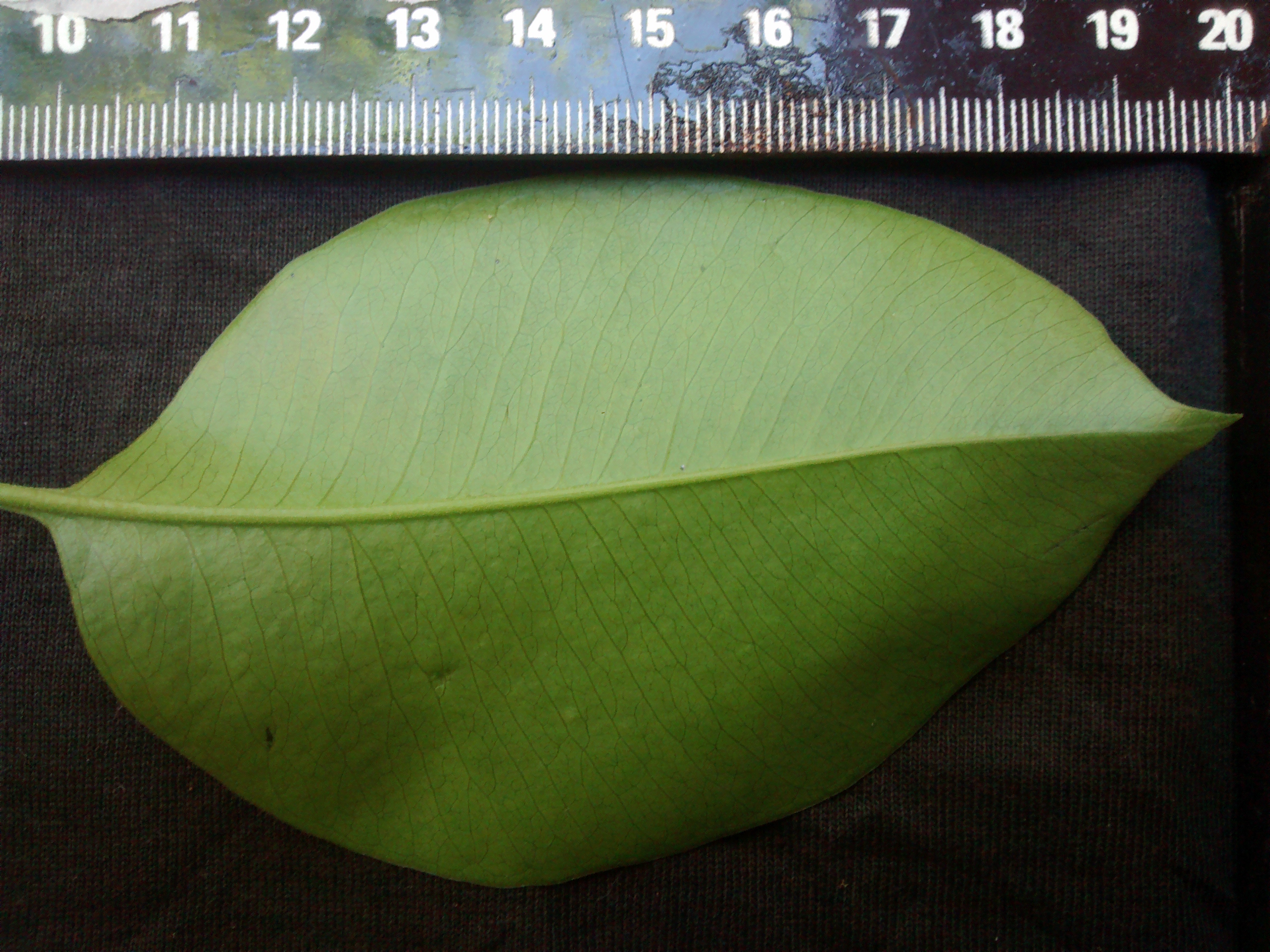
Face inferior de A. cylindrocarpon e escala.
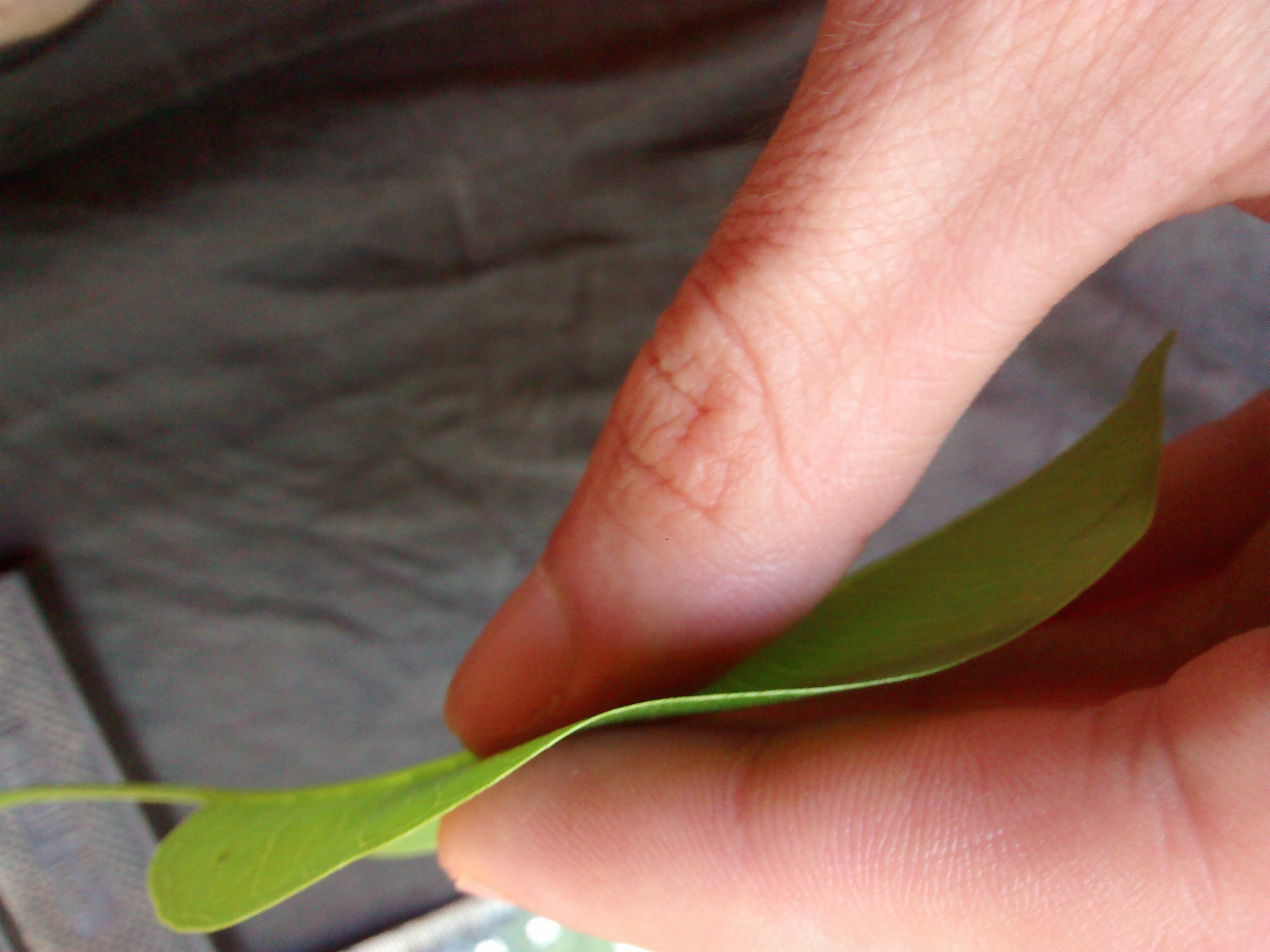
Espessura da folha de A. cylindrocarpon.
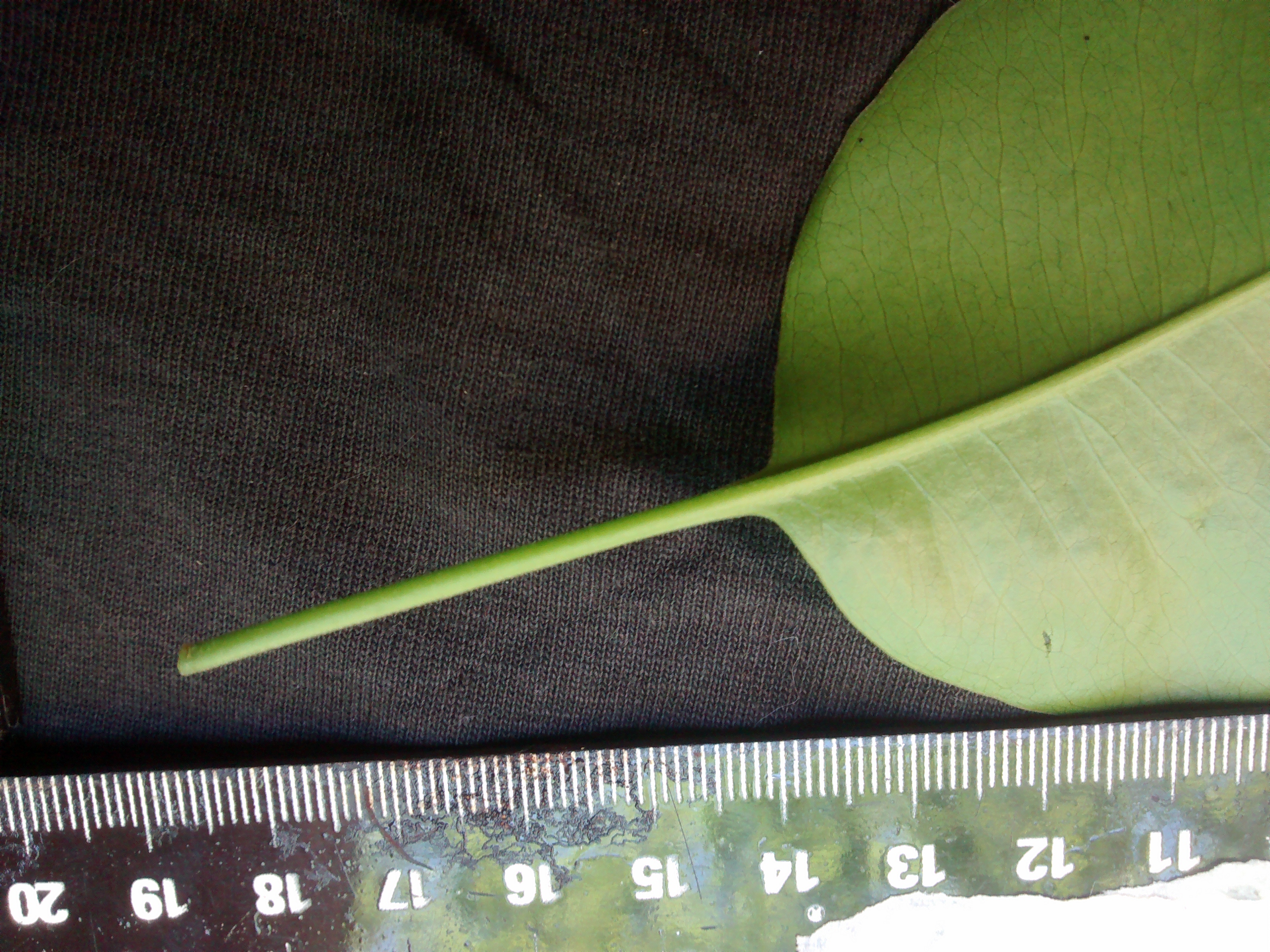
Pecíolo da folha de A. cylindrocarpon e escala.
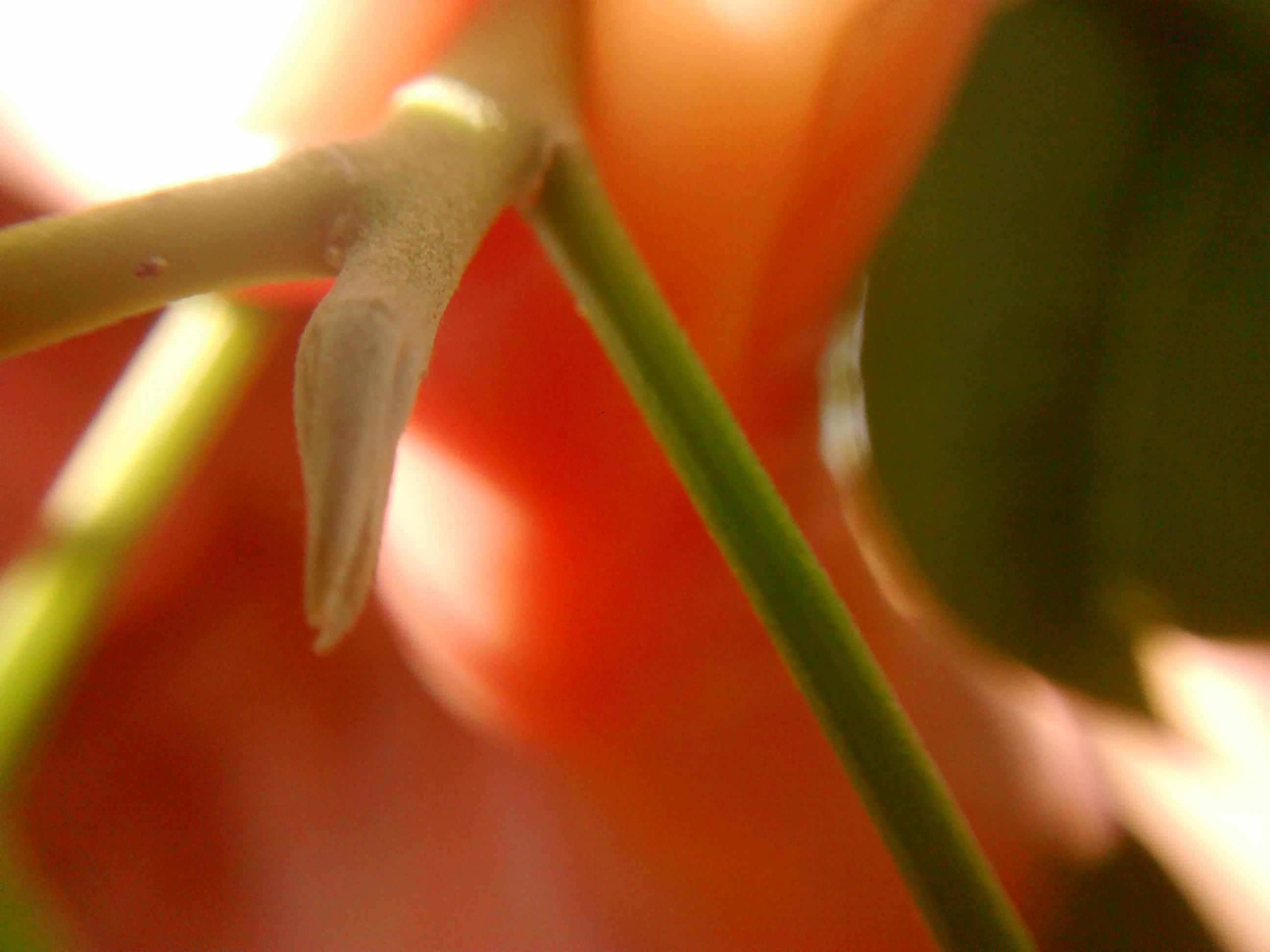
Gema de A. cylindrocarpon.
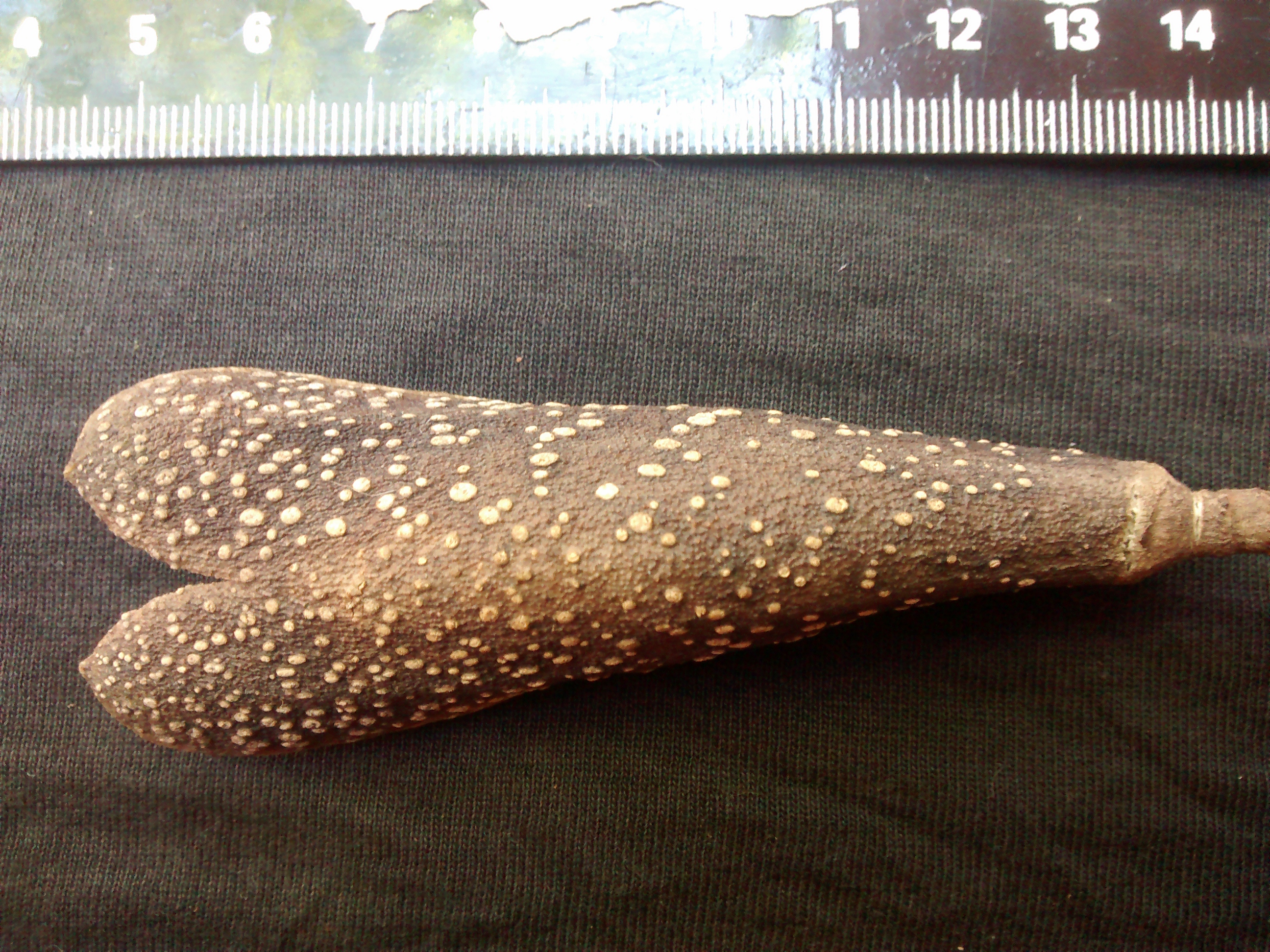
Fruto seco de A. cylindrocarpon e escala, dimensão 1.
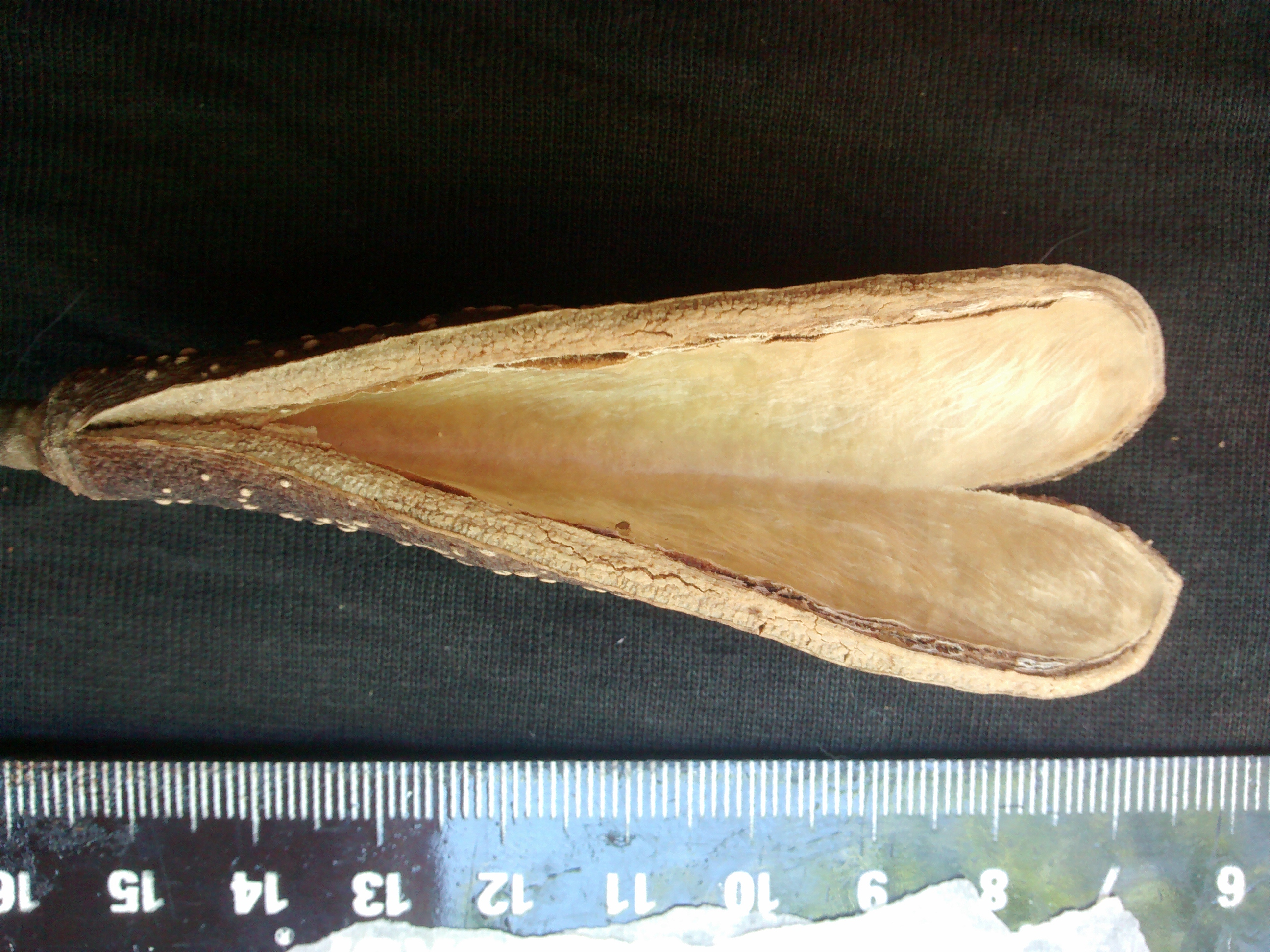
Fruto seco de A. cylindrocarpon e escala, dimensão 2.
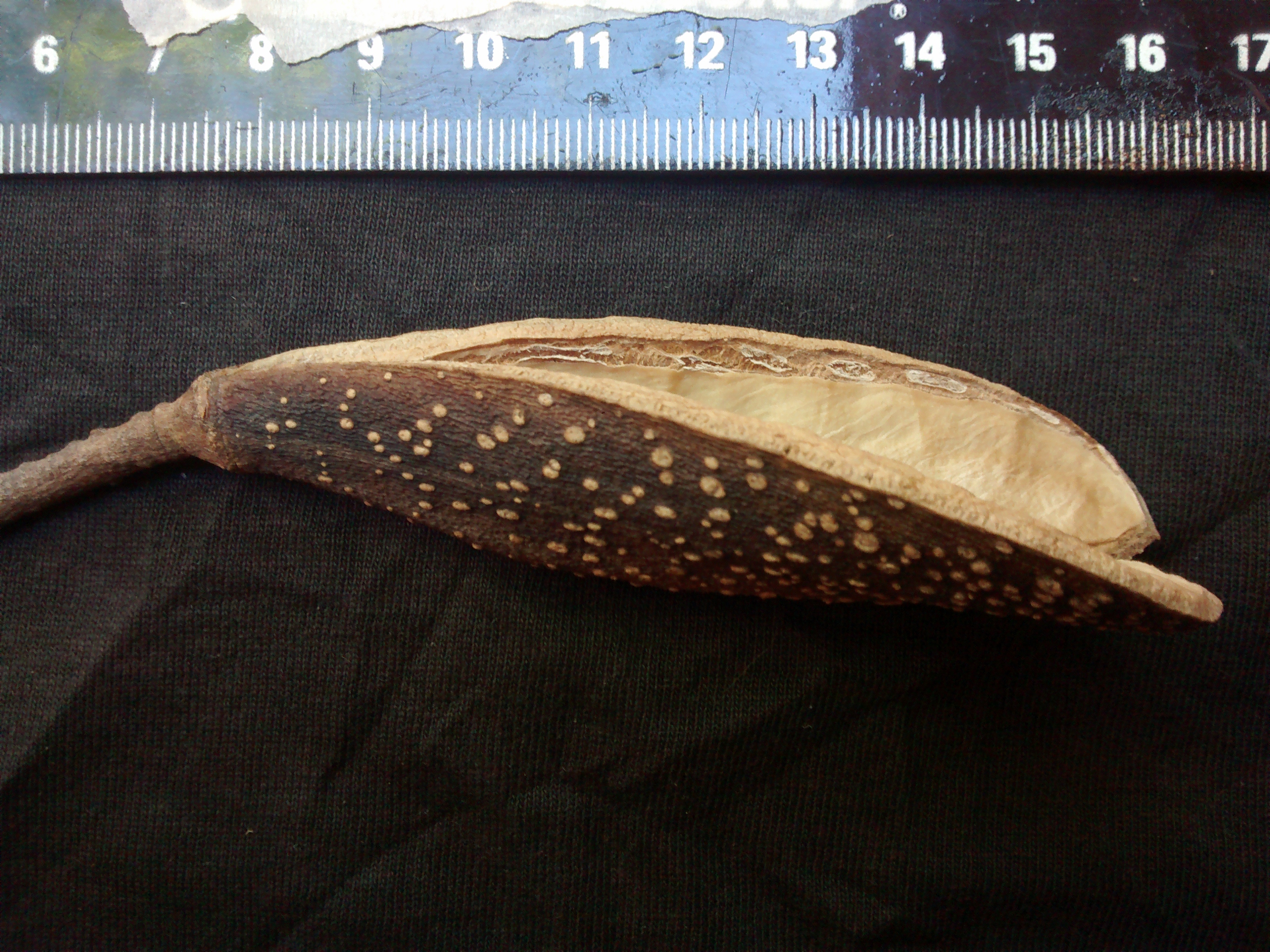
Fruto seco de A. cylindrocarpon e escala, dimensão 3.

## Distribuição geográfica
A A. cylindrocarpon ocorre nas regiões Norte em Rondônia, Nordeste na Bahia, centro-oeste, sudeste, sul no Paraná e em Santa Catarina nos biomas de Mata Atlântica, Cerrado e Amazônia em vegetações do tipo Floresta Estacional Semidecidual. Também ocorre na Bolívia, no Paraguai e no Peru.

## Madeira
Sua madeira é dura, tem densidade moderadamente alta, possui longa durabilidade se não ficar em contato com o solo e a umidade.

## Ecologia

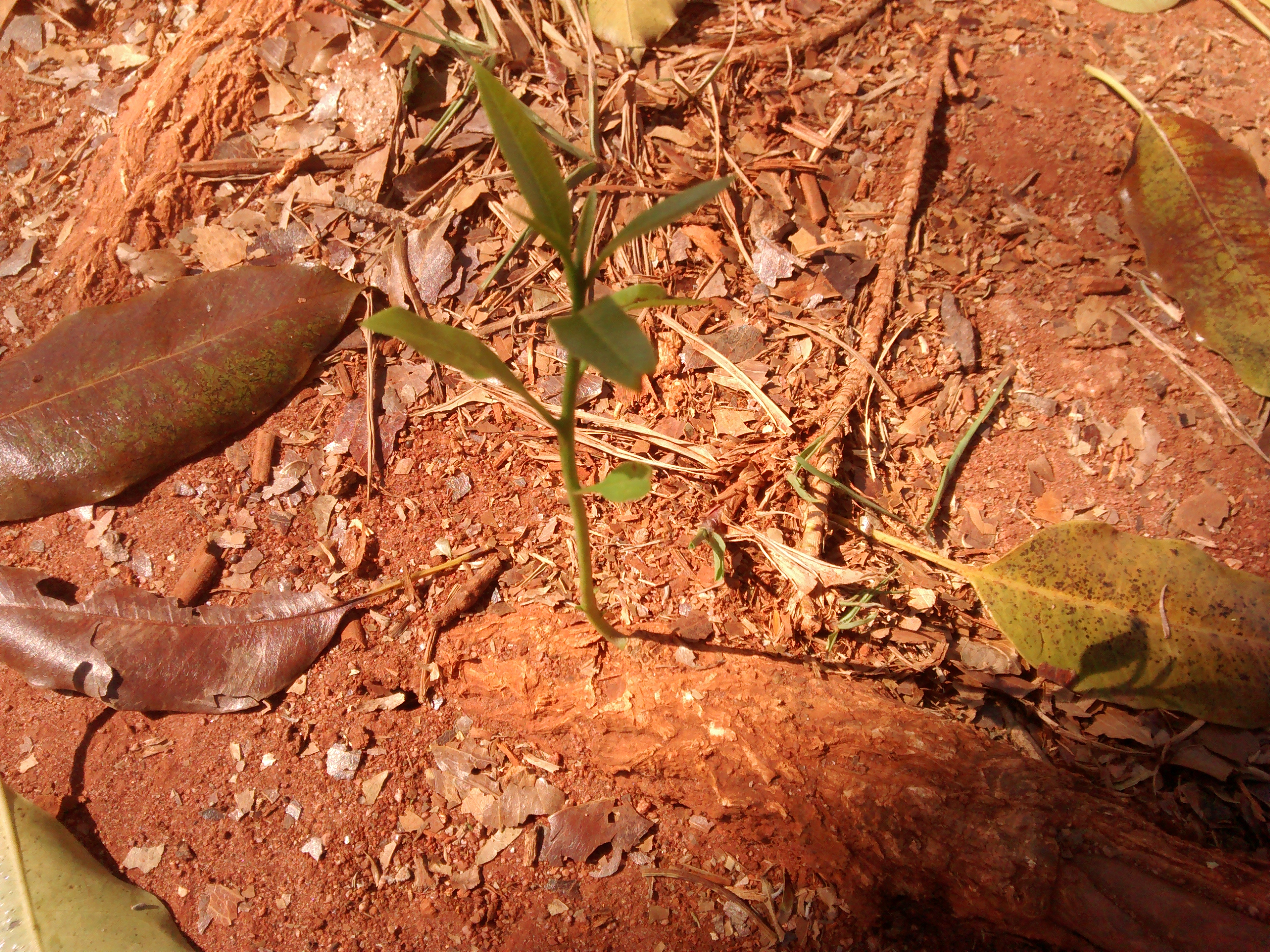
Propagação vegetativa radicular de A. cylindrocarpon.

A A. cylindrocarpon é uma planta heliófita, decídua, produz quantidade moderada de sementes viáveis por ano. Apresenta propagação vegetativa de origem radicular.

### Fenologia
A floração  da A. cylindrocarpon ocorre de setembro a novembro, juntamente com o crescimento folhas novas. O período de maturação dos frutos ocorre de agosto a setembro.

## Uso
- Na apicultura com fonte alimento para as abelhas melíferas.
- Na construção civil como assoalhos, batentes,  vigas caibros, telhados.[8]
- Na construção naval - Para barcos pesqueiros por ser resistente ao sal
- Em obras externas como postes e mourões
- Na confecção de vagões e carrocerias.